# Leptodactylus fragilis
Leptodactylus fragilis és una espècie de granota que viu a l'àrea compresa entre el sud de Texas i Colòmbia i Veneçuela.